# إف بي آي: أخطر المطلوبين
إف بي آي: أخطر المطلوبين (بالإنجليزية: FBI: Most Wanted)‏ هو مسلسل جريمة دراما أمريكي من بطولة جوليان مكماهون، كيلن لوتز، كيشا كاسل هيوز، ناثانيل ارساند وميغيل جوميز، صدر الموسم الأول من المسلسل على قناة سي بي إس في 7 يناير 2020.

## روابط خارجية
- إف بي آي: أخطر المطلوبين على موقع IMDb (الإنجليزية)
- إف بي آي: أخطر المطلوبين على موقع ميتاكريتيك (الإنجليزية)
- إف بي آي: أخطر المطلوبين على موقع روتن توميتوز (الإنجليزية)
- إف بي آي: أخطر المطلوبين على موقع فيلمافينيتي (الإسبانية)
- إف بي آي: أخطر المطلوبين على موقع كينوبويسك (الروسية)
- إف بي آي: أخطر المطلوبين على موقع ألو سيني (الفرنسية)
- إف بي آي: أخطر المطلوبين على موقع قاعدة بيانات الفيلم (الإنجليزية)